# Clădirea fostului gimnaziu pentru fete fondat de principesa N. G. Dadiani
Clădirea fostului gimnaziu pentru fete fondat de principesa Natalia Dadiani este un monument de arhitectură de însemnătate națională, amplasat pe str. 31 august 1989, 115 din Chișinău, în prezent sediul Muzeului Național de Artă al Moldovei.

## Descriere
Clădirea este inclusă în Registrul monumentelor de istorie și cultură a municipiului Chișinău alcătuită de Academia de Științe ca monument de arhitectură și istorie de însemnătate națională. A fost construită în stilul eclectic, cu sursa de influențat de goticul florentin.
Clădirea de 2,5 etaje a fost construită în 1901, după un proiect de Alexandru Bernardazzi. Până atunci, în acest loc era situată o proprietate imobiliară formată din construcții vechi, pe care consilierul de stat Mitrofan Purișkevici a vândut-o Consiliului gimnaziului pentru fete în numele Nataliei Dadiani. Dadiani a condus instituția până în 1903, când a decedat. Clădirea a servit ca sediu pentru gimnaziul respectiv până în timpul celui de-al doilea război mondial, când partea superioară a fost deteriorată. Până în anul 1964 a fost al comitetului central al partidului comunist al RSSM, după care devine Palatul Pionerilor și a elevilor, iar aripa stângă găzduiește Societatea republicană „Știința”. În 1976, în interiorul clădirii este amenajat Muzeului de istorie a partidului comunist al Moldovei. Pentru a extinde spațiul de expoziție, la dreapta clădirii a fost construită o aripă din două niveluri, simetrică cu cea din stânga, atât după amplasament cât și după arhitectură. Astăzi, clădirea este sediul Muzeului Național de Arte.
Clădirea este aliniată străzii și are forma literei „T”. Este ridicată în două etaje pe un subsol. La joncțiunea aripilor se află o scară cu trei rampe care urcă la etaj. Un perete longitudinal împarte interiorul în două părți de mărime diferită, un culoar și clase legate în anfiladă circulară. Compoziția fațadei este simetrică, cu un rezalit voluminos central, accentuat de un acoperiș piramidal cu foișor aerat, cât și două rezalite laterale. Nouă axe compoziționale reprezintă 8 goluri de ferestre și unul în mijloc pentru intrarea principală la parter, respectiv ușa de la balcon la etajul doi. Paramentul fațadei principale este variat: parterul este executat în bosaje orizontale din piatră de gresie, iar etajul din cărămidă arsă și detalii din piatră.
Intrarea nu este evidențiată arhitectural decât cu arcul conturat cu bolțari în spiritul goticului timpuriu și dominat de balconul-tribună de la etaj. Ferestrele au forme variate; golul este în arc în plin cintru și în segment de arc, iar conturarea părții superioare în bolțari imită forme gotice. La etaj ferestrele au ancadramente, cu chenare din bosaje de diferită lungime, ce creează o margine în zigzag și cu panouri decorative. În grosimea pereților rezalitelor au fost sculpturi plasate în firide în arc. Partea superioară a pereților este mărginită de o friză masivă rezultată din console legate printr-o arcatură.

## Restaurare
În toamna anului 2014, administrația muzeului de artă a primit o donație de 1 milion de euro din partea Guvernului României, bani destinați restaurării edificiului. Termenul limită al proiectului era, inițial, sfârșitul anului 2015. Lucrările au fost finisate în toamna anului 2016, iar Muzeul de Artă a fost redeschis la 4 noiembrie în același an.

## Galerie de imagini

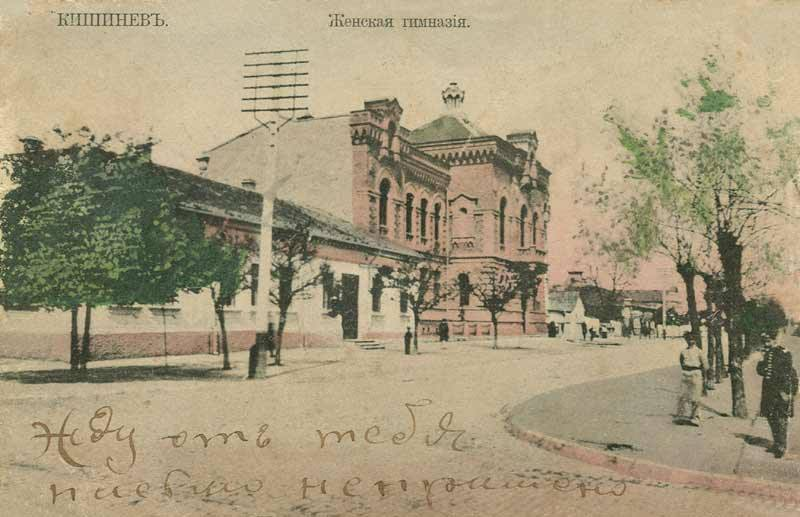
Imagine de epocă
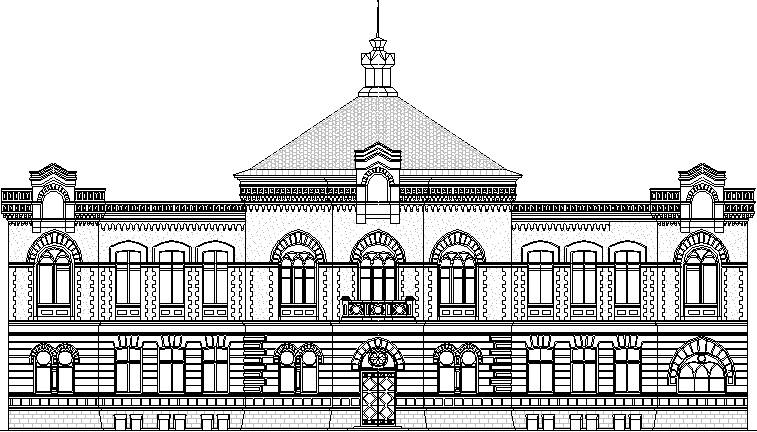
Schiță

### Restaurare

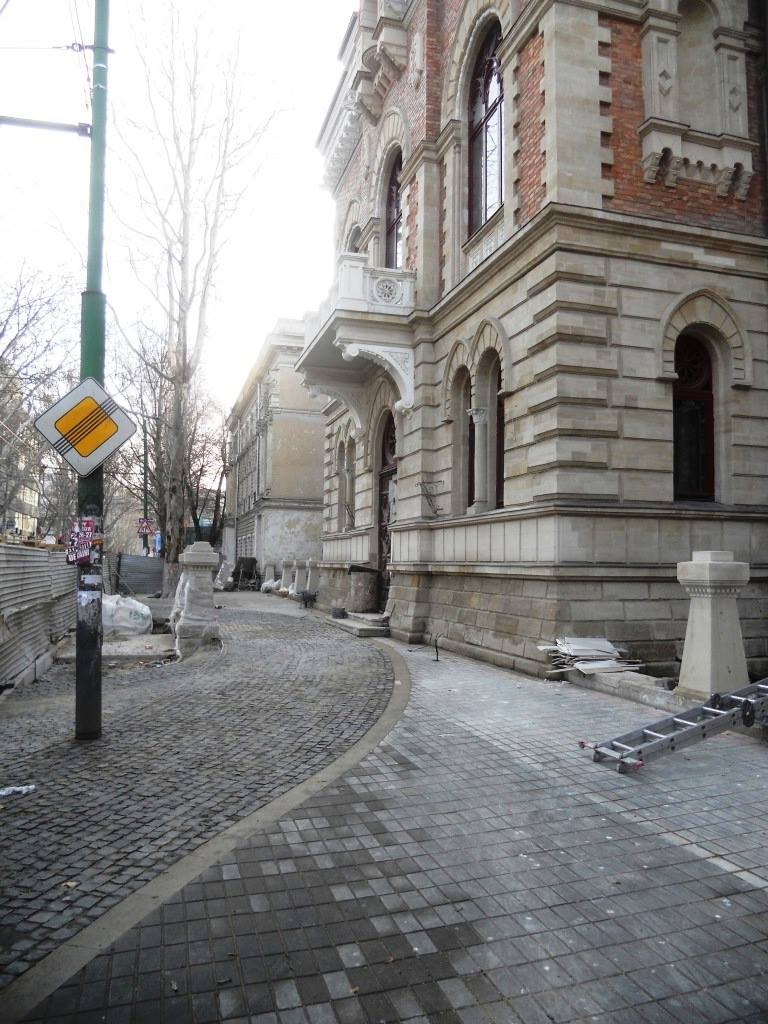
Exterior
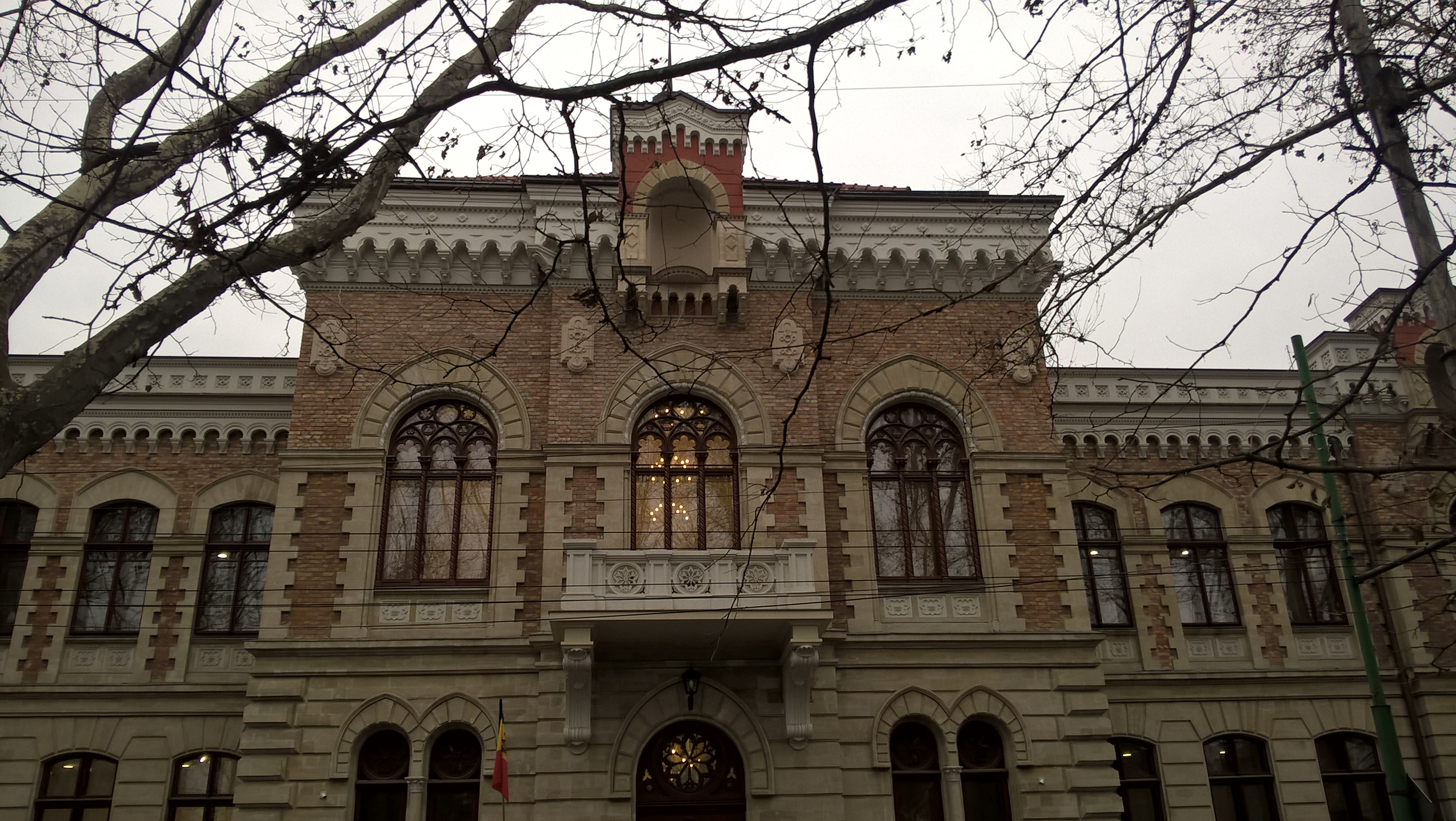
Exterior
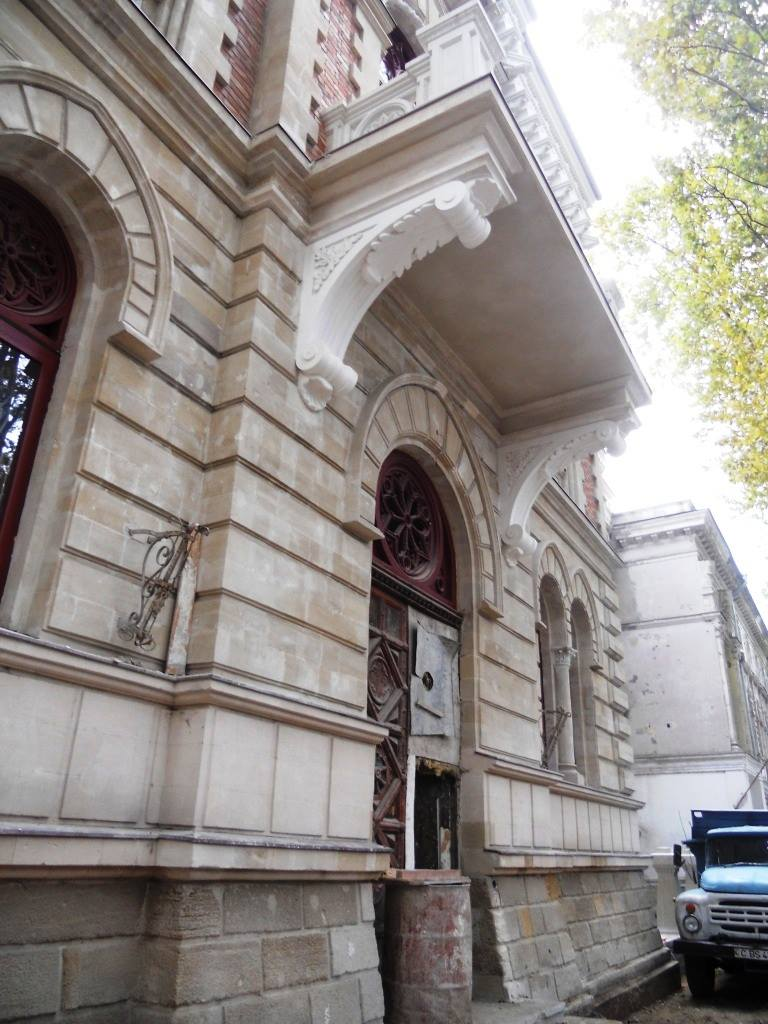
Intrare
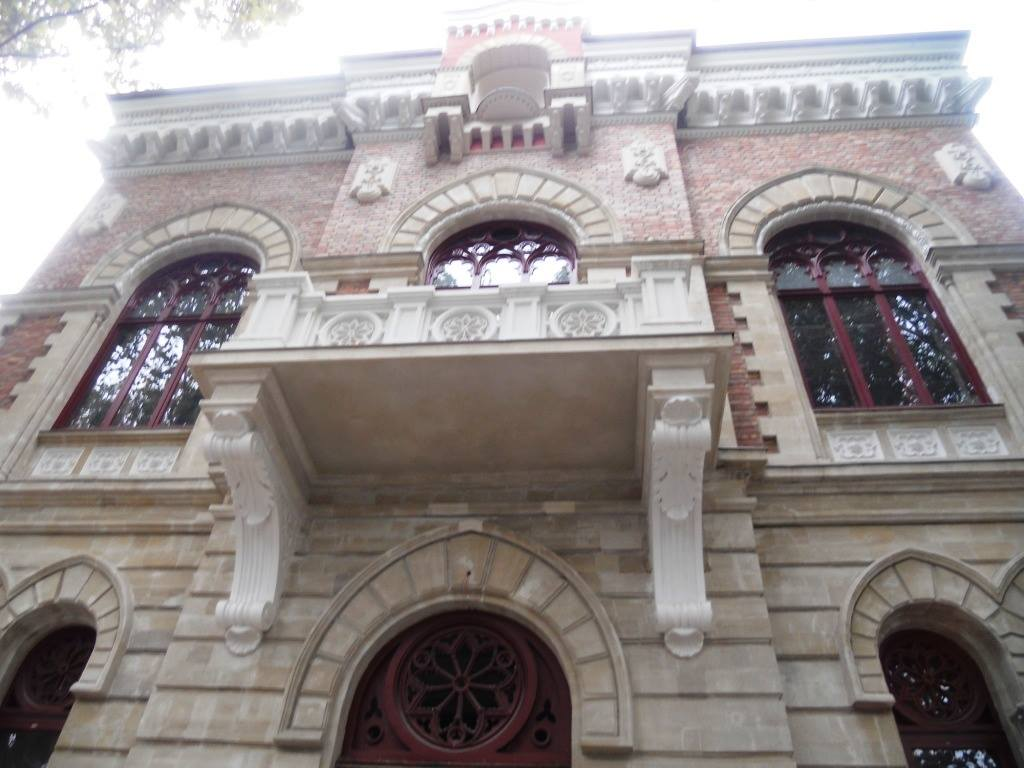
Foișorul deasupra intrării
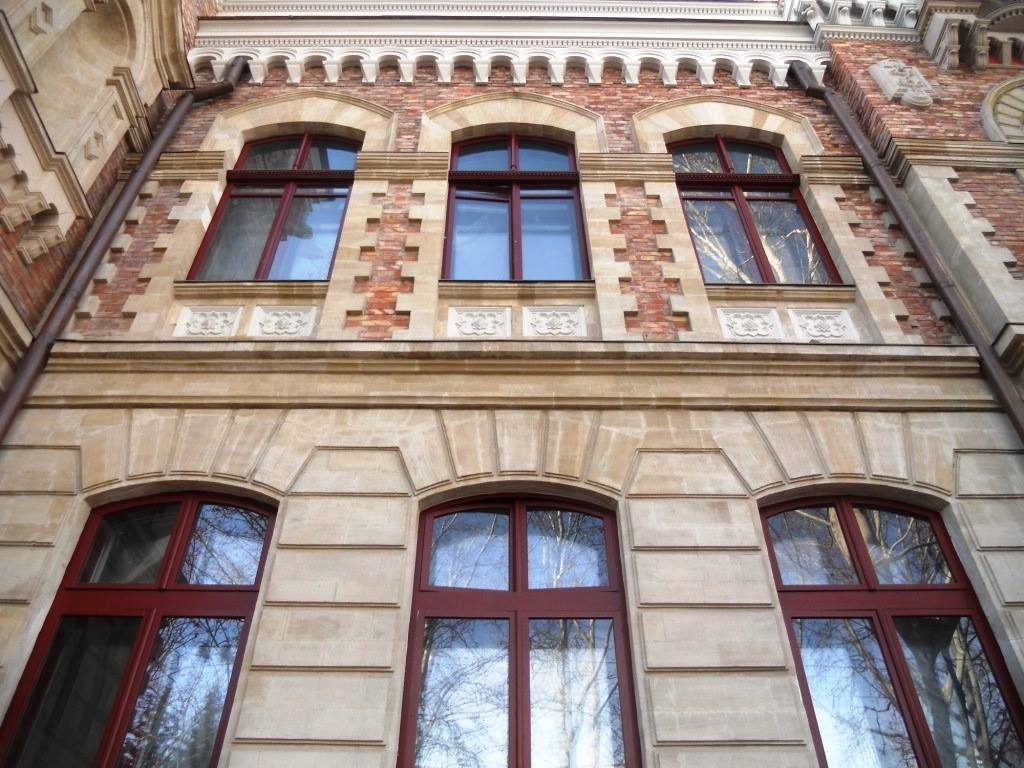
Fațada cu ferestre
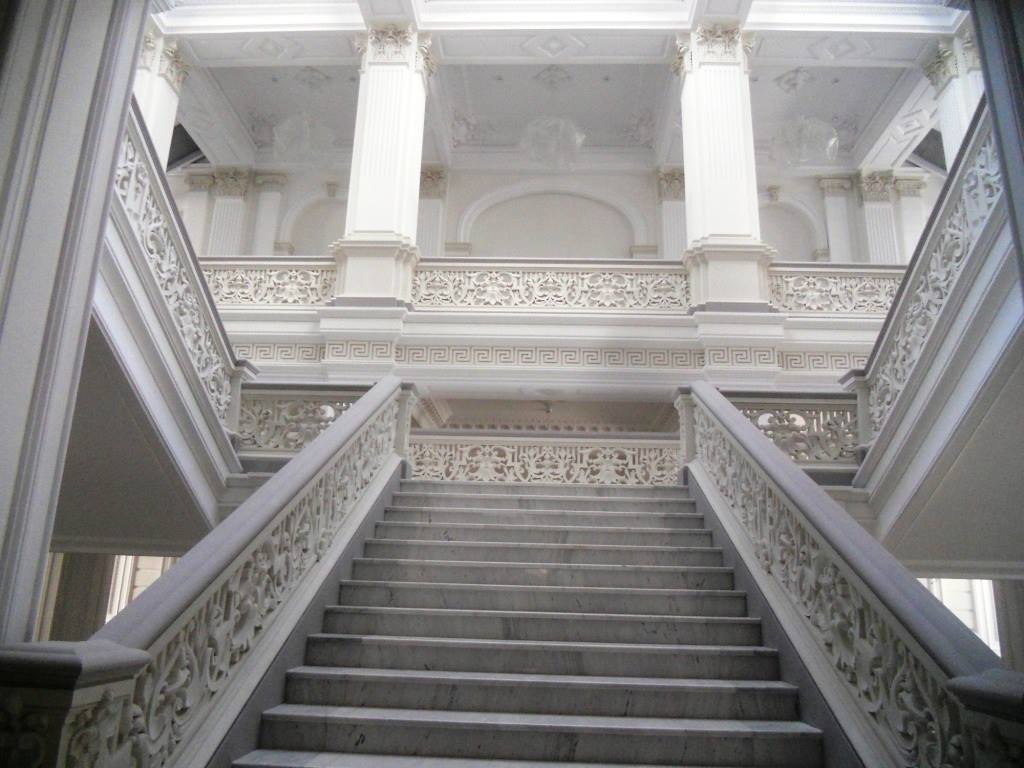
Scări monumentale
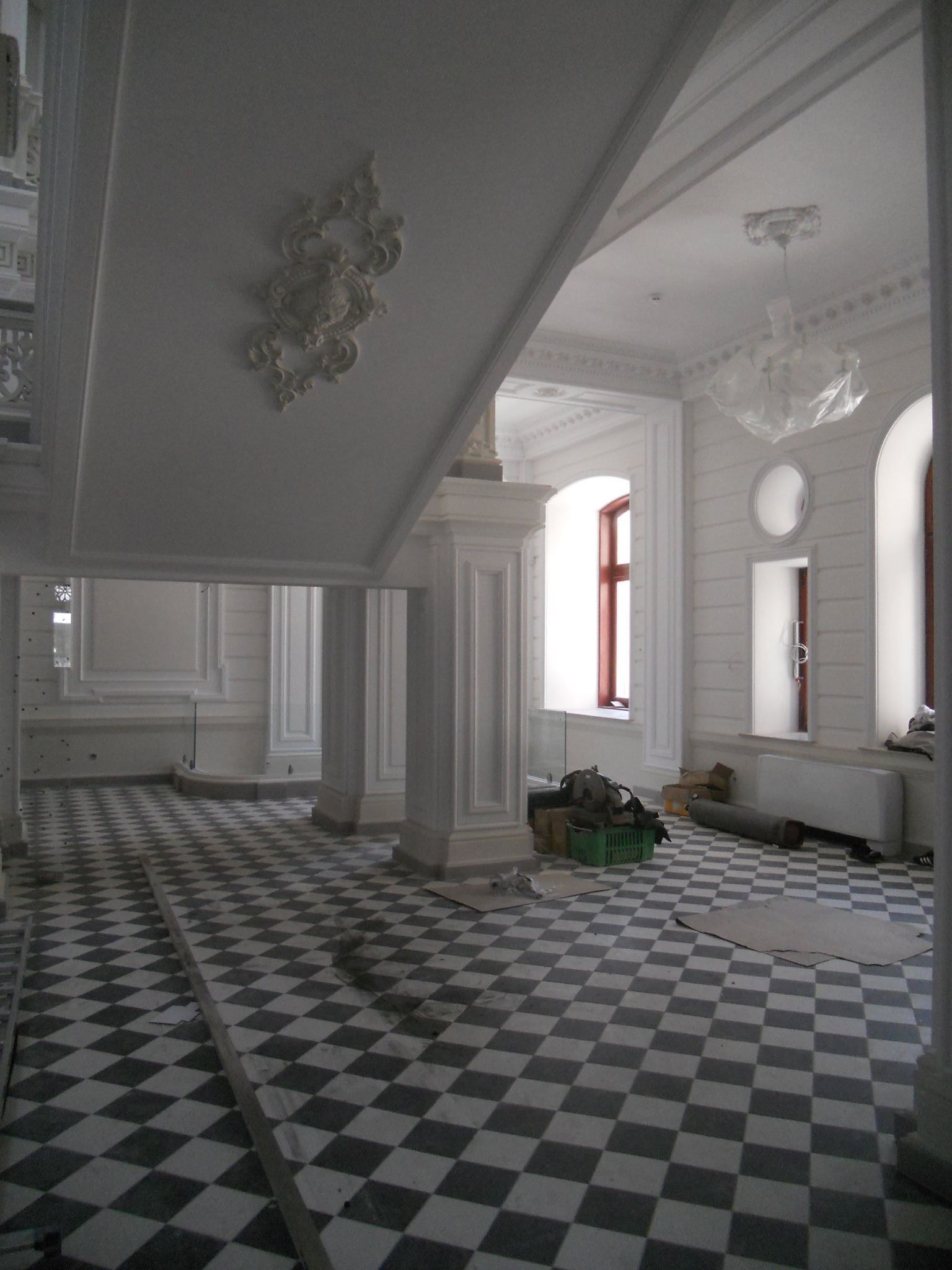
O sală de expoziții
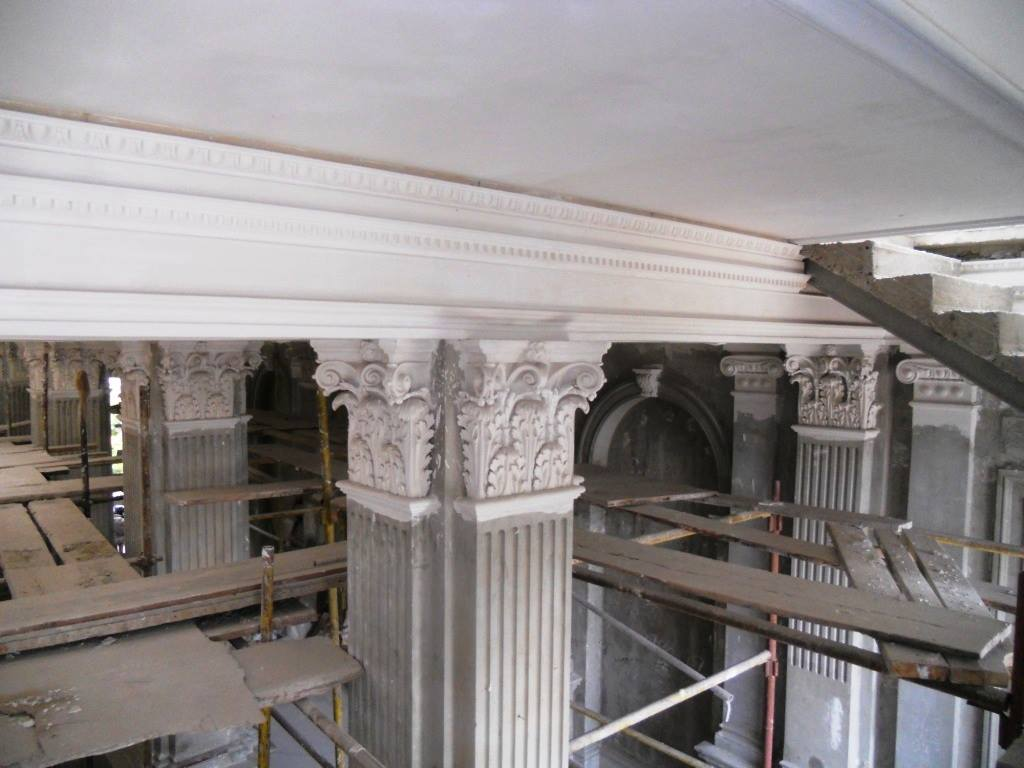
Stâlpi decorativi
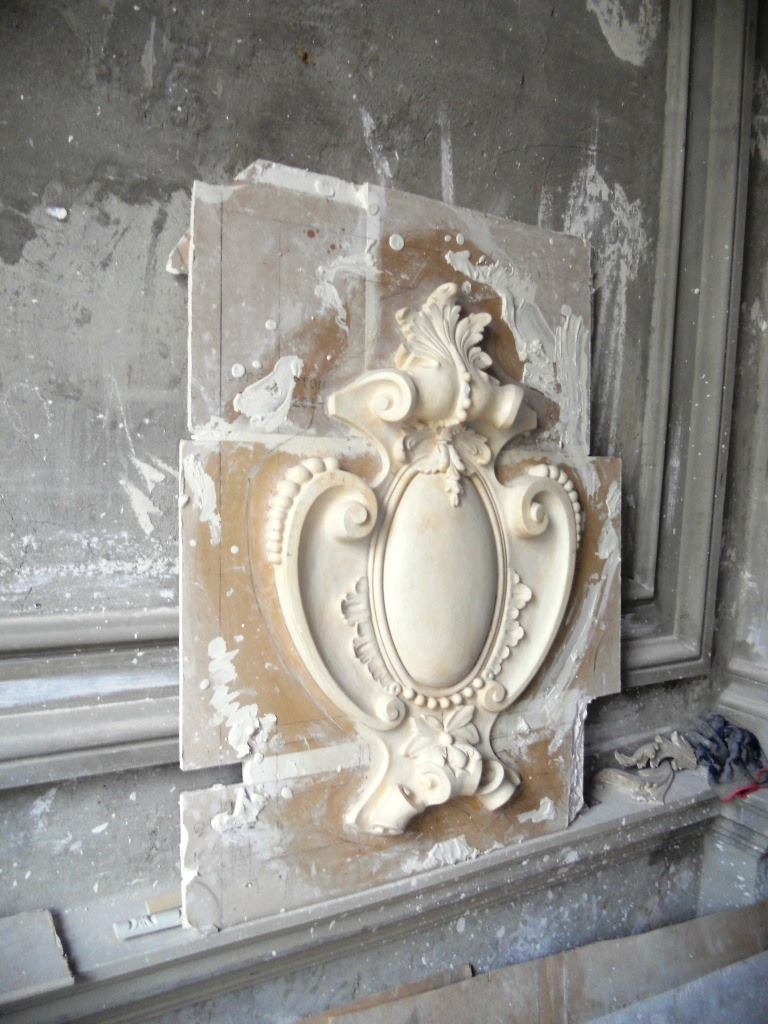
Detaliu ornamental
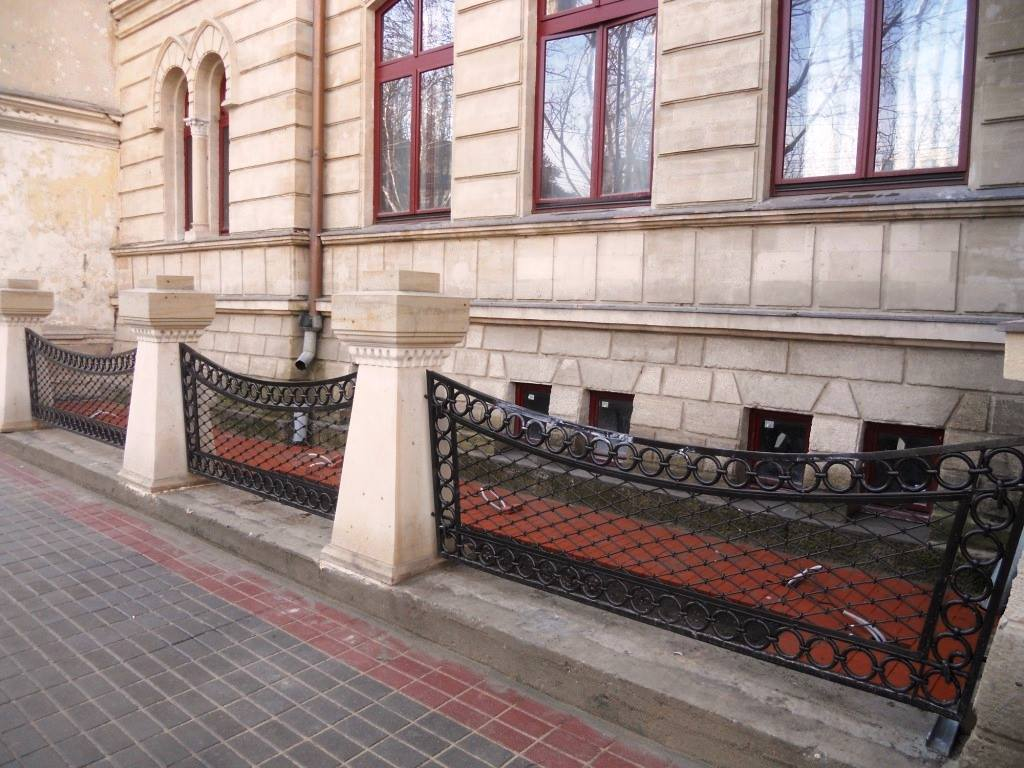
Gard ornamental lângă intrare
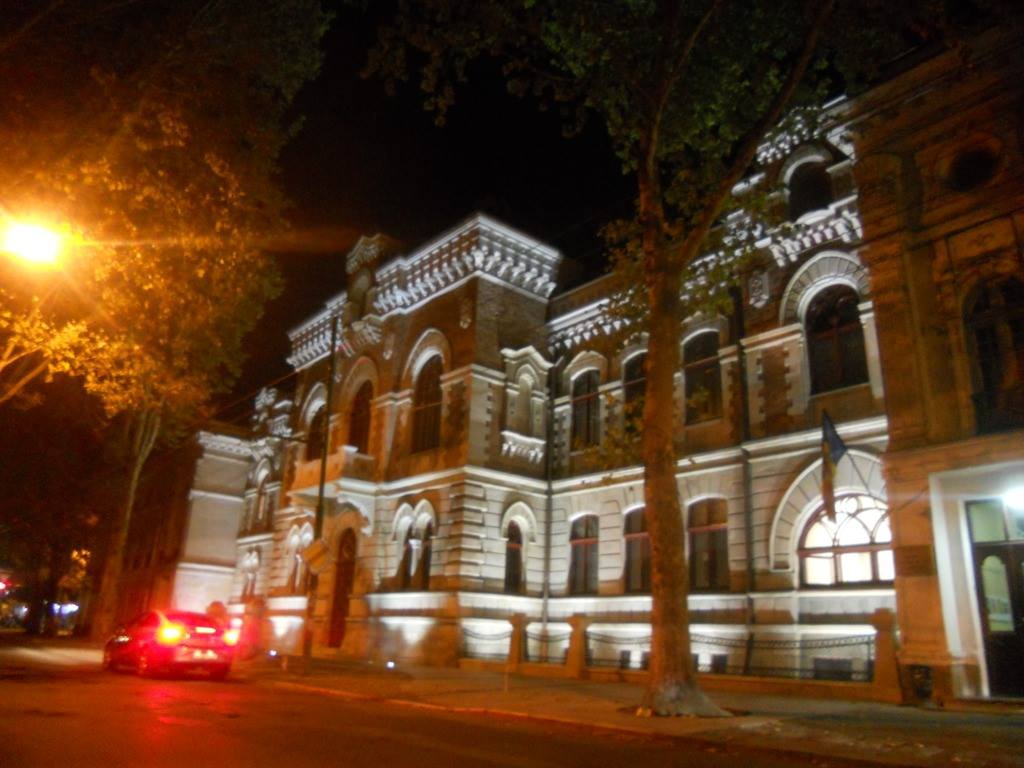
Iluminare nocturnă